# Höhendorf (Gemeinde Rappottenstein)
Höhendorf (früher auch Henndorf oder Hohendorf) ist eine Ortschaft und eine Katastralgemeinde der Gemeinde Rappottenstein im Bezirk Zwettl in Niederösterreich. Die Ortschaft hat 18 Einwohner (Stand 1. Jänner 2024).

## Siedlungsentwicklung
Zum Jahreswechsel 1979/1980 befanden sich in der Katastralgemeinde Höhendorf insgesamt 19 Bauflächen mit 4.842 m² und 10 Gärten auf 2.878 m², 1989/1990 gab es 19 Bauflächen. 1999/2000 war die Zahl der Bauflächen auf 56 angewachsen und 2009/2010 bestanden 29 Gebäude auf 57 Bauflächen.

## Geschichte
Der Ort wurde 1309 zum ersten Mal schriftlich als Honendorf erwähnt. Mit der Aufhebung der Grundherrschaften wurde der Ort 1849 eine Katastralgemeinde der Gemeinde Roiten.
Laut Adressbuch von Österreich waren im Jahr 1938 in der Ortsgemeinde Höhendorf ein Wagner und einige Landwirte ansässig.
Im Herbst 1950 wurde der Ort elektrifiziert, die Ortskapelle wurde zwischen 1870 und 1880 errichtet.
Am 1. Jänner 1971 wurde die bis dahin selbständige Gemeinde Roiten samt Höhendorf nach Rappottenstein eingemeindet.
2013 wurde für den Ort eine Abwasserbeseitigungsanlage errichtet.

## Bodennutzung
Die Katastralgemeinde ist landwirtschaftlich geprägt. 54 Hektar wurden zum Jahreswechsel 1979/1980 landwirtschaftlich genutzt und 41 Hektar waren forstwirtschaftlich geführte Waldflächen. 1999/2000 wurde auf 49 Hektar Landwirtschaft betrieben und 46 Hektar waren als forstwirtschaftlich genutzte Flächen ausgewiesen. Ende 2018 waren 37 Hektar als landwirtschaftliche Flächen genutzt und Forstwirtschaft wurde auf 56 Hektar betrieben. Die durchschnittliche Bodenklimazahl von Höhendorf beträgt 17,9 (Stand 2010).